# Jakob Finci
Jakob Finci (talijanski koncentracijski logor Rab, 1. listopada 1943.) je bosanskohercegovački političar i diplomat židovskog podrijetla. Predsjednik je Židovske zajednice u Bosni i Hercegovini i Židovskog kulturno-prosvjetnog i humanitarnog društva La Benevolencija.

## Životopis

### Rat u Bosni i Hercegovini
Finci je rođen u obitelji sarajevskih sefardskih Židova, i to u talijanskom logoru na Rabu. Prvi je član svoje obitelji koji nije rođen u Sarajevu nakon 350 godina. Nakon sklapanja mira između Saveznika i Italije, Finci je evakuiran iz logora zajedno s roditeljima. Nakon što je osnovana država Izrael, njegovi roditelji odlučili su ostati u Sarajevu. Godine 1991. Finci se vratio u Bosnu i Hercegovinu i postao potpredsjednikom La Benevolencije, koja je nekada bila židovska kulturna i socijalna organizacija, a ponovno je organizirana 1991. godine.
La Benevolencija je bila aktivna tijekom rata u Bosni i Hercegovini pomažući stanovništvu u Sarajevu. Pred rat je sredstva za humanitarnu pomoć La Benevolencija dobila od starijih židova koji su bili u Dubrovniku u vrijeme opsade. S vremenom je La Benevolencija postala jedina humanitarna organizacija koja je pomoć dostavljala bez obzira na nacionalnu pripadnost. La Benevolencija je organizirala mješane konvoje, izbjegavajući snajpersku vatru Vojske Republike Srpske i tako dostavljala pomoć sarajevskom stanovništvu. Ovo društvo je otvorilo ljekarnu u Sarajevu koja je činila 40% opskrbe ljekovima u Sarajevu. Osim toga, La Benevolencija je otvorila i pučku kuhinju. U vrijeme rata, La Benevolencija uspjela je prebaciti oko 3.000 ljudi iz Sarajeva u Hrvatsku, pod odobrenjem bosanskohercegovačke vlade. U ratu je iz Sarajeva otišlo 1.400 Židova.

### Poslijeratna Bosna i Hercegovina
Nakon rata, Finci je postao ugledna osoba u poslijeratnoj Bosni i Hercegovini. Postavljen je na čelo državnog odbora zaduženog za otkrivanje istine i provedbe procesa pomirenja, a bio je i na čelu agencije građanske službe. Međutim, zbog Daytonskog Ustava Bosne i Hercegovine Finciju je onemogućen napredak u političkoj karijeri pa se žalio Eurospkom sudu za ljudska prava. Fincijev slučaj je spojen sa slučajem Derve Sejdića, etničkog Roma 2009. godine. Sud je, 29. prosinca 2009. donio odluku u kojoj je rečeno da isključivanje na etničkoj osnovi ne može biti objektivno opravdano u sadašnjem demokratskom društvu. Ta odluka je postavljena kao uvjet ulaska Bosne i Hercegovine u Europsku uniju. Međutim, odluka Europskog suda za ljudska prava godinama nije implementirana u bosanskohercegovački ustav.
Finci je, zajedno sa Sejdićem, izabran za osobu 2012. godine na Večernjakovom pečatu održanom 21. ožujka 2013. godine.

## Vanjske poveznice
- Službena stranica La Benevolencije  Arhivirana inačica izvorne stranice od 6. ožujka 2011. (Wayback Machine)